# Aleksei Stroev
Aleksei Stroev (în rusă Алексей Иванович Строев) (n. 1886 – d. 1937) a fost un lider comunist din Republica Moldova.

## Biografie
Aleksei Stroev s-a născut în anul 1886 într-o familie de etnie bulgară. Era de profesie avocat.
La data de 12 octombrie 1924 a fost proclamată Republica Autonomă Socialistă Sovietică Moldovenească în cadrul Ucrainei, capitală fiind orașul Balta, iar din 1928 Tiraspolul cu granița vestică fixată declarativ pe Prut. Această inițiativă nu avea drept scop acordarea de drepturi naționale românilor aflați în stânga Nistrului, dupa cum susțineau autoritățile bolșevice, lucru demonstrat de faptul că din lista membrilor guvernului autonom, doar doi erau români, unul bulgar și restul ruși. În aprilie 1925, la Bârzula, Congresul Pan-Moldovenesc a fixat granițele și Constituția recunoscută de ucraineni la 10 mai 1925.
La data de 12 octombrie 1924, Grigore Borisov-Starîi a fost ales președinte al Comitetului revoluționar provizoriu din RSSA Moldovenească, iar ca adjunct al său a fost ales avocatul bulgar Aleksei Stroev.
În perioada 23 aprilie 1925 - 1926, Stroev a îndeplinit funcția de președinte al Sovietului Comisarilor Poporului al RSSA Moldovenești. El a încetat din viață în anul 1937.